# 菲罗兹布尔
菲罗兹布尔（Firozpur），是印度旁遮普邦菲罗兹布尔县的一个城镇。总人口95451（2001年）。

## 人口
该地2001年总人口95451人，其中男性50561人，女性44890人；0—6岁人口10550人，其中男5919人，女4631人；识字率70.86%，其中男性为73.37%，女性为68.05%。